# مايك سميث (لاعب كرة سلة مواليد 1976)
مايك سميث (بالإنجليزية: Mike Smith)‏ مواليد 15 أبريل 1976 في ويست مونرو، هو لاعب كرة سلة أمريكي. بدأ مسيرته الاحترافية في سنة 2000. تم اختياره من قبل فريق واشنطن ويزاردز خلال الدرافت. لعب مع ستراسبورغ أي جي في الدوري الفرنسي لكرة السلة الدرجة الأولى. يبلغ طوله 6 قدم 8 بوصة (2.0 م).

## روابط خارجية
- مايك سميث على موقع إن بي أي (الإنجليزية)
- مايك سميث على موقع سبورتس رفرنس (الإنجليزية)
- مايك سميث على موقع كرة السلة الأوروبية.كوم (الإنجليزية)
- مايك سميث على موقع كلية كرة السلة في سبورتس رفرنس.كوم (الإنجليزية)
- مايك سميث على موقع ريلجم (الإنجليزية)
- مايك سميث على موقع بروبوليرز (الإنجليزية)
- مايك سميث على موقع سبورتس رفرنس (الإنجليزية)